# Кіношіта Алісія
Кіношіта Алісія (1967) — японська яхтсменка.
Срібна призерка Олімпійських Ігор 1996 року в класі 470, учасниця 1992 року.